# کالداس د ریس
کالداس د ریس (به اسپانیایی: Caldas de Reis) یک شهرستان در اسپانیا است که در استان پنتبدرا واقع شده‌است.

## خصوصیات
کالداس د ریس ۶۸٫۱۶ کیلومترمربع مساحت و ۱۰٬۰۳۶ نفر جمعیت دارد.